# Pradocania costata
Pradocania costata är en tvåvingeart som beskrevs av Tschorsnig 1997. Pradocania costata ingår i släktet Pradocania och familjen parasitflugor. Inga underarter finns listade i Catalogue of Life.